# La'Shard Anderson
La'Shard Anderson (San Diego, 27 aprile 1989) è un ex cestista statunitense.